# Giải quần vợt Wimbledon 2022 - Đôi nam khách mời
Arnaud Clément và Michaël Llodra là đương kim vô địch, nhưng bị loại ở vòng bảng.
Bob và Mike Bryan là nhà vô địch, đánh bại Xavier Malisse và Marcos Baghdatis trong trận chung kết, 6–3, 6–4.

## Kết quả

### Từ viết tắt
| - Q = Vòng loại - WC = Đặc cách - LL = Thua cuộc may mắn - Alt = Thay thế - SE = Miễn đặc biệt | - PR = Bảo toàn thứ hạng - w/o = Thắng nhờ đối thủ rút lui trước trận đấu - r = Bỏ cuộc giữa trận đấu - d = Bị xử thua - SR = Xếp hạng đặc biệt |

### Chung kết
|  | Chung kết |                                 |   |   |  |  |
|  |           |                                 |   |   |  |  |
|  | A1        | Xavier Malisse Marcos Baghdatis | 3 | 4 |  |  |
|  | B1        | Bob Bryan Mike Bryan            | 6 | 6 |  |  |

### Bảng A
|    |                                 | Malisse Baghdatis     | Blake Nestor   | Clément Llodra        | Haas Philippoussis | RR T–B | Set T–B | Game T–B | Xếp hạng |
| A1 | Xavier Malisse Marcos Baghdatis |                       | 6–2, 7–6(11–9) | 2–6, 7–6(7–3), [10–7] | 2–6, 6–4, [10–6]   | 3–0    | 6–2     | 32–30    | 1        |
| A2 | James Blake Daniel Nestor       | 2–6, 6–7(9–11)        |                | 3–6, 4–6              | 1–6, 6–7(5–7)      | 0–3    | 0–6     | 22–38    | 4        |
| A3 | Arnaud Clément Michaël Llodra   | 6–2, 6–7(3–7), [7–10] | 6–3, 6–4       |                       | 4–6, 5–7           | 1–2    | 3–4     | 33–30    | 3        |
| A4 | Tommy Haas Mark Philippoussis   | 6–2, 4–6, [6–10]      | 6–1, 7–6(7–5)  | 6–4, 7–5              |                    | 2–1    | 5–2     | 36–25    | 2        |

### Bảng B
|    |                                      | Bryan         | González Grosjean | Marray Nielsen | Melzer Müller    | RR T–B | Set T–B | Game T–B | Xếp hạng |
| B1 | Bob Bryan Mike Bryan                 |               | 6–4, 6–4          | 6–4, 6–4       | 7–6(7–5), 6-2    | 3–0    | 6–0     | 37–24    | 1        |
| B2 | Fernando González Sebastien Grosjean | 4–6, 4–6      |                   | 6–3, 7–5       | 7–5, 2–6, [4–10] | 1–2    | 3–4     | 30–32    | 3        |
| B3 | Jonathan Marray Frederik Nielsen     | 4–6, 4–6      | 3–6, 5–7          |                | 6–7(3–7), 4–6    | 0–3    | 0–6     | 26–38    | 4        |
| B4 | Jürgen Melzer Gilles Müller          | 6-7(7–5), 2-6 | 5–7, 6–2, [10–4]  | 7–6(7–3), 6–4  |                  | 2–1    | 4–3     | 33–32    | 2        |